# Władysława Wołoszyna
Władysława Serhijiwna Wołoszyna (ukr. Владислава Сергіївна Волошина; ur. 3 czerwca 2000 w Doniecku) – ukraińska koszykarka, występująca na pozycjach rzucającej lub niskiej skrzydłowej, reprezentantka kraju, obecnie zawodniczka Caspiy Aktau.

## Osiągnięcia
Stan na 16 kwietnia 2025, na podstawie, o ile nie zaznaczono inaczej.

### Drużynowe
- Mistrzyni :
  - Ukrainy (2018, 2020)[3]
  - Kazachstanu (2023, 2024)[4][5]
- Wicemistrzyni Ukrainy (2019, 2021)[6]
- Zdobywczyni Pucharu Ukrainy (2022)
- Finalistka Pucharu Ukrainy (2018, 2019)[3]

### Indywidualne
- Liderka ligi kazachstańskiej w przechwytach (2024 – 2,5)[5]

### Reprezentacja
Seniorska
- Uczestniczka:
  - mistrzostw Europy (2019 – 16. miejsce)
  - kwalifikacji do Eurobasketu (2021, 2023, 2025)

Młodzieżowe
- Uczestniczka mistrzostw Europy dywizji B:
  - U–20 (2019 – 9. miejsce)
  - U–18 (2018 – 8. miejsce)
  - U–16 (2016 – 14. miejsce)